# Lista de canções número um na Brasil Hot Pop Songs em 2017
Esta é a lista de canções que atingiram o número um da tabela musical Brasil Hot Pop Songs em 2017. A lista é publicada semanalmente pela revista Billboard Brasil, que divulga as cem faixas mais executadas nas estações de rádios do país a partir de dados recolhidos pela empresa Crowley Broadcast Analysis. Em Abril de 2017 a Billboard voltou a divulgar a lista com as 20 músicas pop, pop/rock e dance/eletrônico mas executadas semanalmente. Na primeira semana da lista pop, Anitta se destaca aparecendo duas vezes. “Você Partiu Meu Coração”, participação com Nego do Borel e Wesley Safadão, ocupa o topo. Já “Sim Ou Não”, hit com Maluma, é o sétimo lugar.

## Histórico
| Data           | Canção                    | Artista                                             | Ref. |
| -------------- | ------------------------- | --------------------------------------------------- | ---- |
| 24 de abril    | "Você Partiu Meu Coração" | Nego do Borel part. Anitta & Wesley Safadão         |      |
| 1 de maio      | "Você Partiu Meu Coração" | Nego do Borel part. Anitta & Wesley Safadão         |      |
| 8 de maio      | "Você Partiu Meu Coração" | Nego do Borel part. Anitta & Wesley Safadão         |      |
| 15 de maio     | "Você Partiu Meu Coração" | Nego do Borel part. Anitta & Wesley Safadão         |      |
| 22 de maio     | "Você Partiu Meu Coração" | Nego do Borel part. Anitta & Wesley Safadão         |      |
| 29 de maio     | "Despacito"               | Luis Fonsi part. Daddy Yankee & Justin Bieber Remix |      |
| 5 de junho     | "Despacito"               | Luis Fonsi part. Daddy Yankee & Justin Bieber Remix |      |
| 12 de junho    | "Despacito"               | Luis Fonsi part. Daddy Yankee & Justin Bieber Remix |      |
| 19 de junho    | "Paradinha"               | Anitta                                              |      |
| 26 de junho    | "Paradinha"               | Anitta                                              |      |
| 3 de julho     | "Paradinha"               | Anitta                                              |      |
| 10 de julho    | "Paradinha"               | Anitta                                              |      |
| 17 de julho    | "Paradinha"               | Anitta                                              |      |
| 24 de julho    | "Paradinha"               | Anitta                                              |      |
| 31 de julho    | "Paradinha"               | Anitta                                              |      |
| 7 de agosto    | "Paradinha"               | Anitta                                              |      |
| 14 de agosto   | "Paradinha"               | Anitta                                              |      |
| 21 de agosto   | "Paradinha"               | Anitta                                              |      |
| 28 de agosto   | "Paradinha"               | Anitta                                              |      |
| 4 de setembro  | "Paradinha"               | Anitta                                              |      |
| 11 de setembro | "Paradinha"               | Anitta                                              |      |
| 18 de setembro | "Paradinha"               | Anitta                                              |      |
| 25 de setembro | "Will I See You"          | Anitta                                              |      |
| 2 de outubro   | "Will I See You"          | Anitta                                              |      |
| 9 de outubro   | "Will I See You"          | Anitta                                              |      |
| 16 de outubro  | "Era uma vez"             | Kell Smith                                          |      |
| 23 de outubro  | "Era uma vez"             | Kell Smith                                          |      |
| 30 de outubro  | "Era uma vez"             | Kell Smith                                          |      |
| 6 de novembro  | "Era uma vez"             | Kell Smith                                          |      |
| novembro       | "Downtown"                | Anitta, J Balvin                                    |      |
| dezembro       | "Downtown"                | Anitta, J Balvin                                    |      |